# Радгосп Іжевський
Радго́сп Іже́вський (рос. Совхоз Ижевский) — мікрорайон міста Іжевська, столиці Удмуртії, Росія.
Знаходиться на правому березі Іжа, неподалік впадіння в неї правої притоки Пироговки, на півдні Іжевська. Включає в себе територію тепличного господарства та його селище.
Знаходиться обабіч автодороги Іжевськ-Агриз, від якої до мікрорайону прокладено вулицю. Поряд проходить залізниця.